# Wahlen zum Repräsentantenhaus der Vereinigten Staaten 1910
Bei den Wahlen zum Repräsentantenhaus der Vereinigten Staaten 1910 wurden am 8. November 1910 die Abgeordneten des Repräsentantenhauses gewählt. In den Staaten Maine und Vermont fanden die Wahlen bereits im September statt. Die Wahlen waren Teil der allgemeinen Wahlen zum 62. Kongress der Vereinigten Staaten in jenem Jahr, bei denen auch ein Drittel der US-Senatoren gewählt wurden. Da die Wahlen etwa in der Mitte der Amtszeit des Republikanischen Präsidenten William Howard Taft stattfanden (Midterm Election), galten sie auch als Votum über die bisherige Politik des Präsidenten.
Zu dieser Zeit bestanden die Vereinigten Staaten aus 46 Bundesstaaten. Es waren 394 Abgeordnete zu wählen. Die Sitzverteilung basierte auf der Volkszählung von 1900.
Bei der Wahl konnten die Demokraten einen Zugewinn von 58 Sitzen verbuchen, während die Republikaner 57 Mandate verloren. Das Wahlergebnis kam einem politischen Erdrutsch zu Gunsten der Demokraten gleich. Erstmals seit 16 Jahren konnten sie die Mehrheit im Repräsentantenhaus erringen. Ein Grund für das Wahlergebnis lag in der inneren Zersplitterung der Republikaner, mit einem progressiven und einem konservativen Flügel. Präsident Taft, der dem konservativen Flügel angehörte, schaffte es nicht, zwischen den beiden Lagern zu vermitteln. Der progressive Flügel wurde vom ehemaligen Präsidenten Theodore Roosevelt angeführt. Nach zwei Jahren kam es sogar zu einer Abtrennung des progressiven Flügels. Auf der anderen Seite honorierten die Wähler die demonstrative Geschlossenheit der Demokraten. Bemerkenswert ist noch, dass mit Victor L. Berger aus Wisconsin erstmals ein Mitglied der Sozialistischen Partei Amerikas in das Repräsentantenhaus gewählt wurde.
Wahlberechtigt und wählbar waren nur Männer. Frauen waren noch bis 1920 auf Bundesebene von Wahlen ausgeschlossen. Vor allem in den Südstaaten war das Wahlrecht durch Gesetze eingeschränkt, die das Wahlrecht an ein bestimmtes Steueraufkommen knüpften. Dadurch wurden ärmere Weiße, vor allem aber viele Afro-Amerikaner vom Wahlrecht ausgeschlossen.

## Wahlergebnis
- Demokratische Partei 230 (172) Sitze
- Republikanische Partei 162 (219) Sitze
- Sonstige: 2 (0) Sitze

Gesamt: 394 (391)
In Klammern sind die Ergebnisse der letzten Wahl zwei Jahre zuvor. Veränderungen im Verlauf der Legislaturperiode, die nicht die Wahlen an sich betreffen, sind bei diesen Zahlen nicht berücksichtigt, werden aber im Artikel über den 62. Kongress im Abschnitt über die Mitglieder des Repräsentantenhauses bei den entsprechenden Namen der Abgeordneten vermerkt. Das Gleiche gilt für Wahlen in Staaten, die erst nach dem Beginn der Legislaturperiode der Union beitraten. Daher kommt es in den Quellen gelegentlich zu unterschiedlichen Angaben, da manchmal Veränderungen während der Legislaturperiode in die Zahlen eingearbeitet wurden und manchmal nicht.